# Erdnaher Asteroid
Als erdnahe Asteroiden (englisch Near-Earth asteroid, NEA) werden Asteroiden bezeichnet, die der Erde nahekommen können. Sie bewegen sich nicht wie die meisten Asteroiden im Asteroidengürtel um die Sonne, sondern im Bereich der inneren Planeten. Die Zusammensetzung der erdnahen Asteroiden entspricht aber der Zusammensetzung von Hauptgürtel-Asteroiden.
Als erster dieser ungewöhnlichen Kleinplaneten wurde 1898 als Nummer 433 der hantelförmige Eros entdeckt. Bei Bahnradien zwischen 1,13 und 1,78 AE (Mars: 1,43–1,61 AE) kam er der Erde bis 0,15 AE nahe (58 Monddistanzen) und diente 1900 und 1931 zur genauen Vermessung des Sonnensystems. Im Jahr 2000 fand die Begegnung mit der Raumsonde NEAR statt. 1911 entdeckte Johann Palisa Nr. 719 Albert (1,19–4 AE), der aber erst 2000 wiedergefunden wurde. Als vor 70 Jahren weitere „absonderliche“ Bahnen entdeckt wurden, begann man sie zu typisieren.
Neue Objekte werden typischerweise durch eines der Himmelsuchprogramme wie z. B. CSS, NEAT, LONEOS, CINEOS, Spacewatch oder LINEAR gefunden.
PHAs (englisch Potentially Hazardous Asteroids, potenziell gefährliche Asteroiden) werden jene etwa 20 % der NEAs genannt, die auf ihrer Bahn der Erdbahn dichter als 0,05 AE kommen und daher auf einer Zeitskala von 100 Jahren durch Bahnstörungen auf Kollisionskurs geraten können. Die Bahnberechnungen der bisher bekannten Objekte erfolgen seit 2002 mit dem Überwachungssystem Sentry hochautomatisiert und werden in der Sentry Risk Table aufgelistet.

## Einordnung

Typen erdnaher Orbits

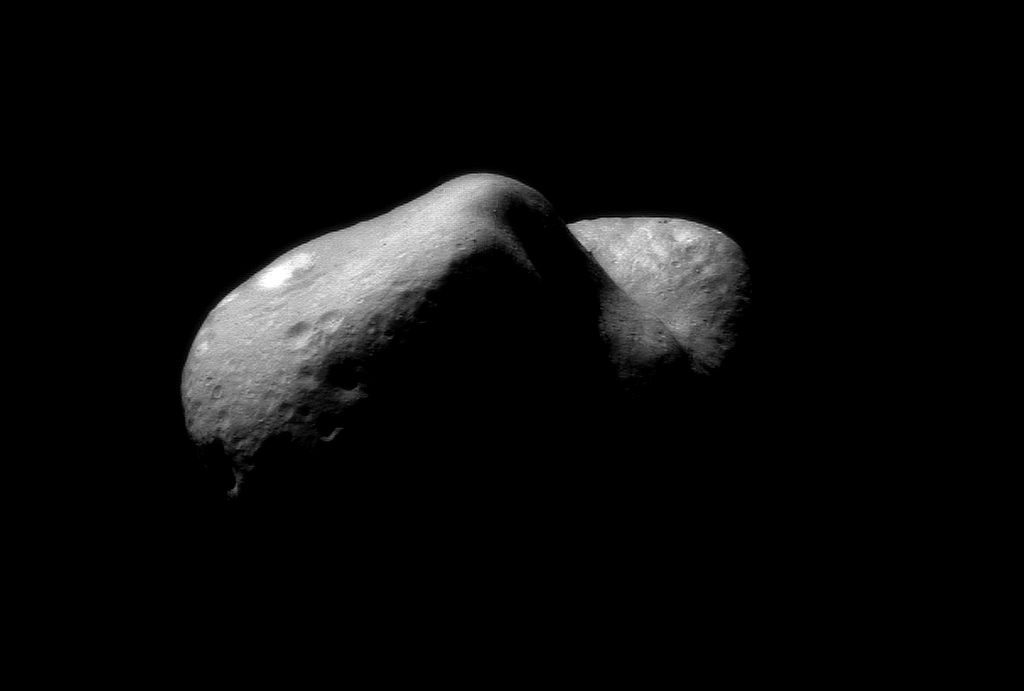
(433) Eros ist ein Asteroid des Amor-I-Typs

Die erdnahen Asteroiden unterteilt man nach der Länge ihrer großen Bahnhalbachse und den Perihel- und Apheldistanzen.

### Amor-Typ

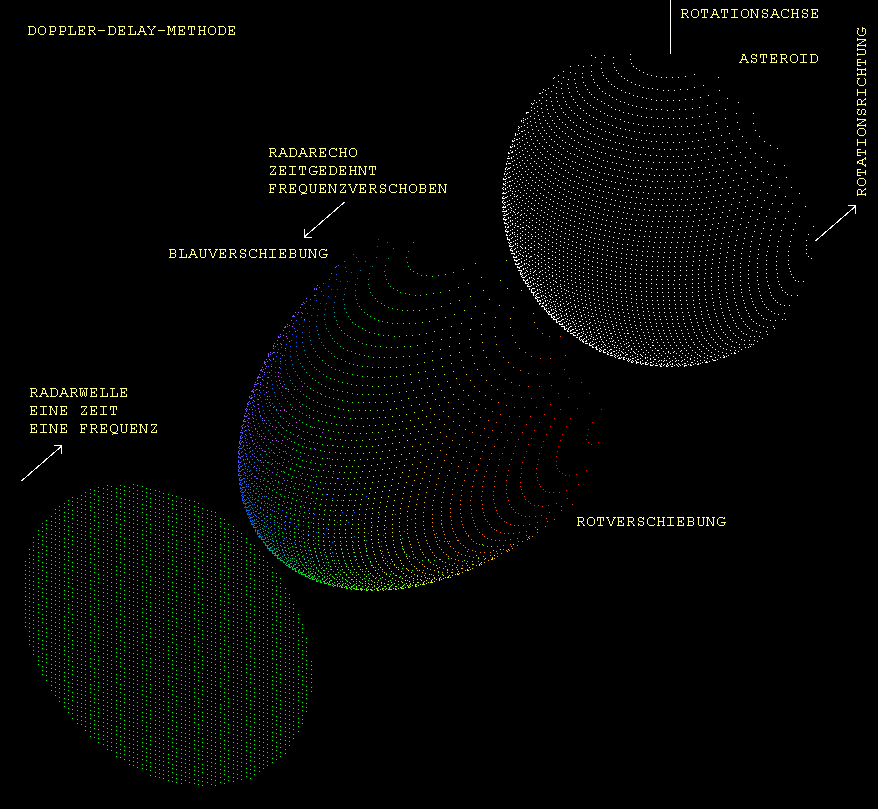
Doppler-Delay-Methode

Asteroiden des Amor-Typs kreuzen nicht die Erdbahn, kommen ihr aber mit Periheldistanzen zwischen 1,017 und 1,3 AE von außen nahe. 1,017 ist die Apheldistanz der Erde, 1,3 ist eine willkürliche Grenze („erdnah“). Prototyp der Gruppe ist der 1932 entdeckte Asteroid (1221) Amor, der sich in einem Abstand von 1,08 bis 2,76 AE um die Sonne bewegt. Frühe Vertreter dieser Gruppe sind der 1898 entdeckte (433) Eros, der sich der Erdbahn bis auf 0,15 AE nähert, sowie (719) Albert und (887) Alinda. Am 30. Dezember 2010 waren 2854 Asteroiden des Amor-Typs bekannt.
Die Asteroiden des Amor-Typs werden je nach Länge ihrer großen Bahnhalbachse in vier Untergruppen eingeteilt:
Amor IDieser Gruppe gehören Amor-Asteroiden an, deren Halbachsen kürzer sind als jene der Marsbahn (1,52 AE). Ist die Bahnexzentrizität nicht zu groß, so laufen sie völlig zwischen Erd- und Marsbahn. Knapp 20 % aller Amor-Asteroiden gehören dem Amor-I-Typ an.
Amor IIDie Halbachsen dieses Subtyps sind länger, bis 2,12 AE, was dem inneren Rand des Hauptgürtels entspricht. Die Exzentrizitäten betragen 0,17 bis 0,52. Diese Asteroiden kreuzen daher die Marsbahn und ihr Aphel liegt meist innerhalb des Asteroidengürtels. Etwa ein Drittel der Amor-Asteroiden gehören dieser Gruppe an, darunter auch der Namensgeber (1221) Amor.
Amor IIIIhre Bahnen haben Halbachsen wie die Asteroiden des Asteroidengürtels, zwischen 2,12 und 3,57 AE. Jedoch sind ihre Exzentrizitäten (0,4–0,6) groß genug, dass ihr Perihel in der Nähe der Erdbahn und ihr Aphel in bis zu einer AE Nähe zu Jupiter liegen kann. Dieser Gruppe gehören etwa die Hälfte aller Objekte des Amor-Typs an, darunter auch der mit 31,7 km Durchmesser größte Amor-Asteroid (1036) Ganymed. Einige der Mitglieder der Amor-III-Gruppe stehen in 3:1-Resonanz zu Jupiter und werden daher zu den Alinda-Asteroiden gezählt, zu denen auch einige Apollo-Asteroiden gehören.
Amor IVZu dieser kleinen Gruppe gehören Amor-Asteroiden mit noch größeren Bahnhalbachsen. Ihre gestreckten Bahnen führen sie in Gebiete außerhalb der Jupiterbahn. Der bekannteste Vertreter ist der Asteroid (3552) Don Quixote.

### Apollo-Typ
Objekte mit großer Bahnhalbachse > 1 AE und Periheldistanz < 1,017 AE, der Aphel-Distanz der Erde, werden nach (1862) Apollo als Apollo-Asteroiden bezeichnet. Sie können die Erdbahn kreuzen, was je nach Bahnebene ein Einschlagrisiko bedeutet.
Berechnungen haben gezeigt, dass die Asteroiden des Hauptgürtels infolge gravitativer Störungen des Jupiter auf Apollo-Bahnen übergehen können. Ein Beispiel dafür sind die Alinda-Asteroiden, zu denen einige Objekte des Apollo-Typs wie z. B. (4179) Toutatis gehören. Sie bewegen sich in 3:1-Resonanz zu Jupiter und werden so in ihrer Bahn gestört, wodurch die Exzentrizitäten dieser Objekte beständig erhöht werden, bis die Resonanz bei einer Annäherung an einen der inneren Planeten aufgelöst wird. Auch wenn das durch die Venus geschieht, entsteht eine Bahn vom Apollo-Typ, denn die Definition schließt kleine Perihel-Distanzen nicht aus.

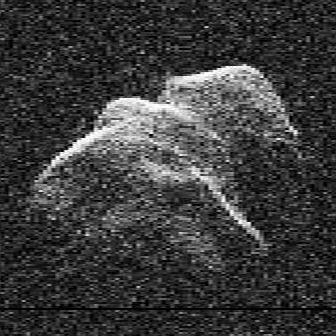
Radarbild von (4179) Toutatis, einem Asteroiden des Apollo-Typs

Der größte Apollo-Asteroid ist (1866) Sisyphus mit 8,5 km Durchmesser. Weitere bekannte Vertreter sind (2101) Adonis und (69230) Hermes, der 1937 in 1,5-facher Monddistanz an der Erde vorbeizog und danach als verschollen galt, bis er im Jahr 2003 schließlich wiedergefunden wurde. 1990 waren 63 Apollo-Asteroiden bekannt, 1999 bereits 415, im November 2003 1190 und am 30. Dezember 2010 4111.

### Aten-Typ
Asteroiden des Aten-Typs besitzen große Bahnhalbachsen < 1 AE und Aphel-Distanzen größer als 0,9833 AE, der Perihel-Distanz der Erde. Sie sind also ebenfalls Erdbahnkreuzer. Einige Aten-Asteroiden haben ein Perihel, das innerhalb der Venus- oder gar Merkurbahn liegt. Sie gelten dann als Venus- bzw. Merkurbahnkreuzer.
Der 0,9 km große Namensgeber der Typklasse, (2062) Aten, wurde 1976 entdeckt. Er kommt der Erde auf seiner Bahn (0,79–1,14 AE) alle 10.000 Jahre nahe. Weitere bekannte Vertreter sind (2100) Ra-Shalom, (2340) Hathor, (3753) Cruithne und (99942) Apophis.
1990 kannte man neun, 1999 schon 60 und im November 2003 196 Asteroiden dieses Typs. Am 30. Dezember 2010 waren 678 Aten-Asteroiden bekannt.
Am 15. Februar 2013 näherte sich der Erde der Asteroid (367943) Duende bis auf 27.599 km. Bis dahin als Apollo-Typ klassifiziert, änderte er durch die nahe Begegnung mit der Erde seine Umlaufbahn und wurde zum Aten-Typ.

### Atira-Typ
Eine noch relativ kleine Gruppe von Asteroiden, die vollständig innerhalb der Erdbahn umlaufen (Inner Earth Objects) und deshalb schwer zu entdecken sind. Bis auf einen sind alle bekannten Exemplare größer als 300 m (Stand: 2011):
- (163693) Atira
- (164294) 2004 XZ130
- (413563) 2005 TG45
- (418265) 2008 EA32
- (434326) 2004 JG6
- (459883) 2014 JX55
- (481817) 2008 UL90
- 1998 DK36
- 2006 WE4
- 2010 XB11
- 2013 JX28

### Arjuna-Asteroiden
Arjuna-Asteroiden stellen eine seltene Form erdnaher Asteroiden dar und gehören einer der vier zuvor beschriebenen Typklassen an. Charakteristisch für Asteroiden dieser Klasse ist ihr erdähnlicher Orbit mit geringer Bahnneigung, geringer Exzentrizität und Umlaufdauern von etwa einem Erdjahr. Sie befinden sich damit in Resonanz zur Erde als Erd-Trojaner oder auf sogenannten Hufeisenumlaufbahnen. Zeitweise können sie auch als Quasisatellit scheinbar die Erde umkreisen.

### Sonnennahe Asteroiden
Manche dieser Kleinkörper haben ihren sonnennächsten Punkt innerhalb der Venus- oder sogar innerhalb der Merkurbahn.
Am 1. Januar 2021 waren lt. dem Minor Planet Center 2196 Asteroiden bekannt, die die Venusbahn schneiden. 507 davon haben ihren sonnennächsten Punkt sogar innerhalb der Merkurbahn. Bekannte Vertreter sind:
- (1566) Icarus (1949 entdeckt; Sonnenentfernung 0,19–1,97 AE)
- (3200) Phaethon, 1984 von IRAS entdeckt, 0,14–2,40 AE. Im Perihel hat er eine Geschwindigkeit von 110 km/s und trotzt Temperaturen von über 700 °C.
- 2005 HC4, 2005 von LONEOS entdeckt, kommt von den bis jetzt bekannten der Sonne am nächsten, 0.071-3,571 AE, wird im Perihel auf über 1500 °C erhitzt.

## Nahe Begegnungen, Kollisionen und Einschläge
- Der Apollo-Asteroid (29075) 1950 DA war das erste Objekt, für das ein positiver Wert auf der Palermo-Skala für Einschlagsrisiken für den 16. März 2880 ermittelt wurde.[5]
- Der Aten-Asteroid (99942) Apophis wird am 13. April 2029 in knapp 30.000 km an der Erde vorbeifliegen. Für diese Begegnung lag im Dezember 2004 die Einstufung auf der Turiner Skala für wenige Tage bei 4, ein bisher nicht wieder erreichter Wert.
- Der nur etwa sechs Meter kleine Aten-Asteroid 2004 FU162 näherte sich der Erde am 31. März 2004 bis auf 6.500 km und am 4. Februar 2011 der ca. 1-2 m winzige 2011 CQ1 bis auf knapp 5.500 km. Es ist seitdem kein dichterer Vorbeiflug eines Kleinplaneten beobachtet worden, es gab jedoch vier Fälle von Kollisionen.
- 2008 TC3 war der erste Asteroid, für den eine Kollision mit der Erde korrekt vorausgesagt wurde. Das mit 4 m sehr kleine Objekt wurde am 6. Oktober 2008 noch außerhalb der Mondbahn entdeckt und verglühte 20 Stunden später fast vollständig in der Atmosphäre über dem Sudan.[6]
- Der im Februar 2013 gefallene Meteorit von Tscheljabinsk (Russland) war ein 13.000 Tonnen schweres Stück des Apollo-Asteroiden 2011 EO40. Er trat mit 19 km/s in die Erdatmosphäre ein, seine Explosion hatte ein TNT-Äquivalent von über 500 Kilotonnen (Sprengkraft 40x Hiroshima).
- 2019 OK ist ein Apollo-Asteroid von gut 90 m Durchmesser, der am 25. Juli 2019 entdeckt wurde, nur einen Tag, bevor er die Erde in weniger als 72.000 Kilometer passierte. Dabei flog er mit einer Geschwindigkeit von etwa 25 km/s relativ zur Erde.[7]
- Am 13. Februar 2023, um etwa 02:59 Uhr UTC trat Sar2667 (2023 CX1), ein Apollo-Asteroid mit etwa 1 m Durchmesser als Meteoroid in die Erdatmosphäre ein und verglühte binnen etwa 3 Sekunden. Es war laut ESA erst der 7. Himmelskörper, dessen Kollision mit der Erde vorhergesagt worden war. Die ESA hatte via Twitter verkündet, dass der Körper in der Nähe von Le Havre, Nordfrankreich um „3:50-4:03 CET (MEZ) ... safely“ in die Erdatmosphäre eindringen wird. Um etwa 22:00 UTC hat ESA den Ort als eher in der Gegend von Rouen korrigiert.[8][9] Entdeckt wurde der Asteroid mittels eines 60-cm-Schmidt-Teleskops durch den Amateur Krisztián Sárneczky in Polen am 12. Februar 2023 um 20:18:07 UTC, in einer Entfernung von weniger als 233.000 km, also 0,61-facher Mondentfernung. Eine halbe Stunde später im Zuge einer zweiten Beobachtung entdeckte Sárneczky, dass der Asteroid auf Kollisionskurs mit der Erde liegt. Er bezeichnete den Körper als „Sar2667“ und berichtete ihn um 20:49 UTC auf der Near-Earth Object Confirmation Page des Minor Planet Centers (MPC), mit der Aufforderung an andere, den Körper zu beobachten. Ab 21:03 UTC beobachteten Astronomen am Observatorium in Tičan, Višnjan, Kroatien und bestätigten den Kollisionskurs. Dann informierte die ESA via Twitter eine breite Öffentlichkeit. Sárneczky konnte von Polen aus den Körper noch bis 02:48:01 UTC beobachten, bevor er um 02:50 in den Erdschatten eintrat und dadurch unsichtbar wurde. Um 02:59 trat er dann in die Atmosphäre ein und glühte auf. Kurz nach seinem Verglühen erfolgte die Benennung durch MPC auf 2023 CX1. Etwa 20 Observatorien nahmen in Summe rund 300 Positionsbestimmungen vor. Einige Beobachter konnten Videos vom Verglühen machen. Bislang wurde ein Dutzend Bruchstücke des Meteoriten gefunden.
- Am 25. März 2023 hat sich der Asteroid 2023 DZ2 der Erde auf 174.644 ± 0,9 km genähert.

## Sonstiges
Die NASA erforscht seit 2010 in der Studie Near-Earth Object Human Space Flight Accessible Targets Study (NHATS) die mögliche Erreichbarkeit erdnaher Asteroiden mit bemannten Missionen.

### Videos
- Mission to a Potentially Threatening Asteroid auf YouTube – David Morrison, Lecture SETI Institute, 1. Juli 2009 (englisch)
- Humans to Near Earth Asteroids – Paul Abell (SETI Talks) auf YouTube (englisch, 26. September 2012)